# تالدي بولاق
تالدي بولاق ((بالروسية: Талды-Булак)، (باللاتينية: Taldy-Bulak) (بالعربية: تالدي بولاق)،قرية في مقاطعة تشوي، في قيرغيزستان. بلغ عدد سكانها حوالي 538 نسمة في عام 2009. تتبع لمجتمع إبراهيموف الريفي (أيل أوكموتو) والذي يشمل أيضًا قرى قاشاي Koshoy [الإنجليزية](في الوسط)، وقره-أوي، و قزل عسكر Kyzyl-Asker [الإنجليزية]، ولينين-جول.